# Doctor thứ mười
Doctor thứ Mười là một trong số các hiện thân của nhân vật Doctor, nhân vật chính của loạt phim truyền hình khoa học viễn tưởng dài tập của đài BBC mang tên Doctor Who. Vai diễn này được thủ diễn bởi diễn viên người Scotland David Tennant trong suốt 3 phần và 9 tập đặc biệt. Cũng như nhiếu hóa thân trước, nhân vật này cũng xuất hiện trong khá nhiều ngoại truyện có liên quan đến Doctor Who.
Trong cốt truyện của loạt phim, Doctor là một người ngoài hành tinh trăm tuổi thuộc chủng tộc Time Lord đến từ hành tinh Gallifrey, ông du hành qua không thời gian trên tàu TARDIS cùng với các bạn đồng hành của mình. Khi Doctor bị thương tổn trầm trọng, ông có thể tái sinh cơ thể mình; thông qua việc này, ông có một hình hài hoàn toàn mới và tính cách cũng bị thay đổi ít nhiều. Nhờ việc này mà nhiều diễn viên khác nhau có thể thay phiên nhau đảm nhiệm vai mà vẫn giữ cho cốt truyện được logic. Các bạn đồng hành trong hóa thân này của anh phải kể đến: cô nhân viên bán hàng Rose Tyler (Billie Piper), sinh viên y khoa Martha Jones (Freema Agyeman), và cô nhân viên văn phòng năng nổ Donna Noble (Catherine Tate). Anh nói lời chia tay với họ trong đoạn kết của phần 4 (2008) trong tập "Journey's End", sau đó anh du hành một mình trong suốt các tập đặc biệt trình chiếu từ 2008–2010. Anh hoàn tất chuyến hành trình của mình trong tập "The End of Time" cùng với ông của Donna Noble (Wilfred Mott).
Tháng 11 năm 2013, trong lễ kỷ niệm 50 năm Doctor Who phát sóng, nhân vật Doctor của Tennant được bầu chọn là "Doctor được yêu thích nhất tại Vương quốc Anh" trong cuộc bình chọn của tạp chí Radio Times.

## Tính cách
Doctor thứ Mười là một người có trái tim nhân hậu, nói hơi nhiều, thoải mái, vô tự, đôi khi rất dí dỏm và hơi thô, nhưng bên trong anh chứa đựng sự giận dữ, nhiều hối tiếc nhưng lại dễ dàng bị tổn thương. Trong tập "School Reunion", anh từng thừa nhận rằng mình đã đánh mất lòng nhân từ mà trước anh anh từng có và anh luôn bị mắc kẹt trong tâm lý tội lỗi rằng việc hủy diệt sự sống của một loài để bảo vệ một loài khác liệu có công bằng hay không. Anh dẹp bỏ nỗi tức giận của bản thân và nhận thức được sự bất công. Khi Thủ tướng Harriet Jones tìm cách hủy diệt phi thuyền trú ẩn của loài Sycorax mà không có lệnh của anh, anh đã vô cùng tức giận và cảnh báo bà về hậu họa về sau. Trong tập "The Waters of Mars", anh đã đi quá xa khi cố nhận rằng mình có quyền thay đổi thời gian, và kết quả làm tương lai và hoài bảo của thế hệ tiếp theo đi theo một chiều hướng khác.
Trong một vài khoảnh khắc suy tư của mình, Doctor cảm thấy tội lỗi vì có quá nhiều người phải chết dưới tay của mình. (Nhân vật The Moment từng miêu tả anh là "the man who regrets" trong tập "The Day of the Doctor".) Trong tập "Journey's End", anh đã hồi tưởng lại những người mà vì mình đã phải chết gồm có cô hầu bàn Astrid Peth, người con vô tính Jenny, Luke Rattigan, Lynda Moss, và cô tiếp viên hàng không trong tập "Midnight". Anh thường thể hiện sự nhân từ của mình ngay cả với những kẻ thù còn có thể cứu vãn, anh từng cho Davros một cơ hội để thoát khỏi tàu mẹ Dalek đang bị phá hủy, anh cũng để Sontaran trốn thoát dù anh biết rằng các Sontaran sẽ không bao giờ rút lui khi cúng có cơ hội. Doctor thứ Mười từng nói rằng anh cảm thấy "rất tiếc" vì những việc mình đã phải quyết định, và đó thường là motif xuyên suốt các phần. Trong tập "The Doctor's Daughter" anh từng giải thích với cô con gái của mình là Jenny rằng "giết chóc...nó xuâm nhiễm ta như một căn bệnh dịch, và một khi ta đã giết chóc dù chỉ một lần, ta sẽ không bao giờ thoát khỏi nổi ám ảnh của nó."

## Ngoại hình và trang phục
Doctor thường phàn nàn rằng hóa thân thứ mười của mình không phải là "tóc hung". Anh thường có tóc màu nâu trong hầu hết các tập: tóc bù xù trong tập "The Christmas Invasion", tóc chải ngược vuốt keo kiểu thập niên 1950s trong tập "The Idiot's Lantern", và vuốt tóc dựng đứng kể từ tập "The Runaway Bride". Anh có mắt màu nâu và thường được các bạn đồng hành nhận xét là "hí và có đôi chút ranh ma".
Trang phục anh thường mặc thường có 2 ton, bộ áo vest có màu nâu sọc dọc hoặc vest màu xanh dương sọc dọc 4 khuy, với bên trong là áo sơmi và cà vạt, bên ngoài anh khoác một áo choàng dài kiểu faux-suede (anh từng nói rằng đây là quà tặng của Janis Joplin), ngoài ra anh còn mang giày vải nhiều màu của Converse All-Stars, màu giày tùy thuộc vào áo. Trong một cuộc phỏng vấn cho bộ phim Parkinson, David Tennant và Russell T Davies từ thổ lộ rằng ý tưởng về trang phục của Doctor thứ Mười được dựa trên trang phục của bếp trưởng Jamie Oliver mặc khi làm khách mời phim Parkinson.
Doctor thi thoảng đeo một cặp kính gọng vuông màu đen kiểu tortoise-shell, Doctor nói với bạn đồng hành của mình rằng "Kính sẽ làm cho anh trông thông minh hơn", đây là một ý tưởng ảnh hưởng từ Doctor thứ 5. Anh cũng có đeo một cặp kính 3D đỏ-xanh trong một vài dịp, với ý tưởng là chọc cười và cũng có mục đích sử dụng khác. Trang phục của Doctor thứ Mười nổi tiếng đến nổi có nhiều người đã nhái lại trong các lễ hội (BBC đã cấp phép cho AbbyShot Clothiers có thể nhái lại các kiểu trang phục của Doctor thứ 10 trong các sản phẩm của họ)

## Các cuộc phiêu lưu
Doctor thứ Chín (Christopher Eccleston) tái sinh thành Doctor thứ Mười (David Tennant) trong phút cuối của tập "The Parting of the Ways"; Anh tự giới thiệu mình với bạn đồng hành Rose Tyler (Billie Piper) trong tập minisode Children in Need. Trong tập Giáng sinh năm 2005, Doctor sau khi tái sinh bị hôn mê trong suốt tập phim. Sau khi được Rose đánh thức, anh chiến đấu chống lại Sycorax và cứu Trái đất; trong lúc chiến đấu, anh bị chặt đứt một bàn tay, may thay cánh tay này mọc lại do năng lượng còn lại sau tái sinh. Doctor tiếp tục cuộc hành trình của mình trong phần 2 năm 2006, Doctor và Rose đã cứu Victoria của Anh (Pauline Collins) khỏi người sói, sự việc này vô tình lại tạo nên một tổ chức chống lại người ngoài hành tinh là Torchwood Institute. Doctor tiếp đó có dip gặp lại hai người bạn đồng hành cũ là nhà báo Sarah Jane Smith (Elisabeth Sladen) và chú chó robot K-9 (John Leeson). Câu chuyện kết thúc phần 2 diễn ra ở London hiện đại, tổ chức Torchwood vô tình khởi đầu cuộc chiến giữa chủng tộc Daleks khát máu và loài cyborg là Cybermen từ thế giới song song; việc cứu Trái đất của Doctor đã cướp mất Rose, cô bị bỏ lại ở thế giới song song, cùng với Mickey và mẹ cô trong tập "Doomsday".
Trong cảnh kết của tập "Doomsday", một cô dâu bí ẩn (Catherine Tate) bất thình lình xuất hiện trong buồng điều kiển của tàu TARDIS. Tập Giáng sinh năm 2006 Doctor cùng cô dâu hụt Donna Noble cứu thế giới khỏi Racnoss. Donna cứu Doctor khỏi việc sa lầy khi tìm cách báo thù loài Racnoss, đồng thời cô cũng từ chối làm bạn đồng hành.
Trong phần tiếp vào năm 2007, Doctor đón bác sĩ y khoa Martha Jones (Freema Agyeman) làm bạn đồng hành mới của anh. Cùng nhau, họ đã khám phá ra bí ẩn Face of Boe (Struan Rodger), ông tiên tri rằng Doctor "không hề đơn độc ("you are not alone.") Họ gặp lại Captain Jack Harkness (John Barrowman) trong chuyến du hành trong 3 tập tiếp theo, và chứng kiến kẻ thù tưởng chừng đã chết là Master (John Simm) quay trở lại và trở thành Thủ tướng Anh, Master đã bắt Doctor, hút hết năng lượng của anh và cầm tù anh.